# Wickerham Manor-Fisher
 (août 2025).
Wickerham Manor-Fisher est une census-designated place située dans le comté de Washington, dans l’État de Pennsylvanie, aux États-Unis. Lors du recensement de 2020, elle compte 1 825 habitants.